# Eucercosaurus
Eucercosaurus is een geslacht van plantenetende ornithischische dinosauriërs, behorend tot de groep van de Iguanodontia, dat tijdens het late Krijt leefde in het gebied van het huidige Engeland. De enige benoemde soort is Eucercosaurus tanyspondylus.

## Taxonomie
De typesoort van Eucercosaurus, E. tanyspondylus, werd benoemd door Harry Govier Seeley in 1879 op basis van verschillende wervels (CAMSM B55610–55629) uit de laat-Albisch-Cenomaanse Cambridge Greensand van Cambridgeshire, Zuid-Engeland. Franz Nopcsa (1901, 1923) beschouwde Eucercosaurus als een gepantserde dinosauriër, maar beschouwde het ook als een mogelijke hadrosauride vanwege het voorkomen van de dubieuze hadrosauroïde "Trachodon" cantabrigiensis. Steel (1969) vermeldde Eucercosaurus als een synoniem van de nodosauride ankylosauriër Anoplosaurus (die hij aangaf als een iguanodont), terwijl Bartholomai en Molnar (1981) Eucercosaurus beschouwden als een geldig iguanodontiërtaxon. Brinkmann (1988) behandelde Eucercosaurus als niet verder bepaalbaar dan de Iguanodontia en de iguanodontische classificatie van Eucercosaurus werd bevestigd door Barrett en Bonsor (2020).